# 上杉武夫
上杉 武夫（うえすぎ たけお、1940年3月 - 2016年1月26日) は、アメリカカリフォルニア州ウェストコビーナ在住の日本人造園家。ランドスケープアーキテクトおよびランドスケープ指導者。カリフォルニア州立ポリテクニック大学 (Cal Poly) ポモナ校名誉教授。天理教教徒で、同教団パシフィック・バレー教会長。
米国の気候・風土、米国人のライフスタイル・スケールに溶け込む日本庭園を追求し、南カリフォルニアで公共や民間のプロジェクトを多く担当した。日本庭園を基調とした理論、設計、施工技術の発展に寄与し、デザイン分野において特に高い評価を得ている。また、後進の指導・育成にも尽力した。
米国での日本庭園の普及・発展への貢献により、日本政府から2010年春の叙勲で瑞宝中綬章を受章（同時に、旭日小綬章はザ・ベンチャーズが受章している）。

## 略歴
大阪市生まれ。生家は代々造園業を営む。1962年大阪府立大学旧農学部卒業、久保貞に師事。1962年京都大学大学院農学研究科に進学。同大学院在学中、大阪府立大学久保研究室の助手に招聘される。
造園家の日米交流に取り組んでいた同教授の下でガレット・エクボら権威ある米国人ランドスケープアーキテクトとの交流を深め、ほどなくして、カリフォルニア大学バークレー校に留学、同校でMLAを取得後帰国し、1970年開催の日本万国博覧会における日本館の庭園設計に参加。京都大学農学部助手。
- 1970年 カリフォルニア州立理工大学ポモナ校の環境デザイン学部ランドスケープ学科に助教授として招かれ、再び渡米。
- 1982年 カリフォルニア州立ポリテクニック大学教授就任。
- 1981年 京都大学から博士号を授与。また同年、当時の大統領ロナルド・レーガン夫人からジェームズ・アーバイン・ガーデンのデザインの功績により、全米ランドスケープ技術賞を授与。
- 1990年 教鞭を執っていた環境デザイン学部ランドスケープ学科で日本庭園に焦点を当てた米国唯一の講座設置に尽力し、講座開設後はこれを主宰してきた。同講座は開設後すでに約1000名の卒業生を送り出した[いつ?]。現在、全米各地で門下の造園家が活躍をしている。
- 1991年に カリフォルニア州ウェストコヴィナに建築設計エンジニアリングサービスおよび建築サービスを行うデザイン事務所で建築事務所の下に分類される民間企業TUA（Takeo Uesugi & Assoc Inc FASLAメンバー）を設立し主宰。
- 1992年から Cal Polyと当時の九州芸術工科大学（現九州大学芸術工学部）との学生交換プログラムの立上げに尽力し、プログラム開始後はこれを運営し、その功績に対し大学から優秀賞が贈られている。
- 2001年 アメリカランドスケープアーキテクト協会ASLAより「フェロー」の称号を授与。
- 2009年 第1回日本庭園の国際会議 (International Conference on Japanese Gardens Outside Japan) で日本庭園デザイン賞を受賞。
- 2016年1月26日 癌のため死去[1]。

## 作品
- ジョージとサカエ・荒谷日本庭園（Cal Polyポモナキャンパス内）
- ジェームズ・アーバイン・ガーデン（日系アメリカ人文化コミュニティーセンター日米文化会館、カリフォルニア州ロサンゼルス・リトル・トーキョー）：今日、この庭はロサンゼルスで有数の公共スペースの一つとしてみなされている
- ハンティントン図書館・ハンチントン日本庭園（カリフォルニア州サンマリノ）
- ホープ国立医療センター・ベリーフガーデン
- ホテル・ニッコー（現グランドハイアットホテル）日本庭園（ジョージア州アトランタ）
- バルボアパーク内トーランス文化芸術センター日本友好庭園拡張（カリフォルニア州サンディエゴ）
- ワシントンセンター庭園（ワシントンDC）

## 著書・論文
- 『追悼 G.エクボ先生を偲んで』（ランドスケープ研究2000年11月号）
- 『実と虚のはざまで : 米国カリフォルニア州立ポリテクニック(工芸)大学ポモナ校(ランドスケープ教育の風景) 』（小林新と、ランドスケープ研究 : 日本造園学会誌 1995年11月号）
- 『アメリカ造園史研究の現在(<特集>造園史研究の現在 : 海外編) 』（伊藤太一 と）
- 『造園の風景構造論的研究(造園学会賞受賞業績要旨)』（造園雑誌 46(1), 50-54, 1982年7月号）
- 『米国の造園教育を考える』（造園雑誌 1975年10月号）
- 『歩く空間とその造園環境に関する研究』（久保貞と共著、造園雑誌1968年10月号）
- 『マス・レクリエーシヨンにおける動態分析 : その1』（青樹康雄と共著、造園雑誌1965年11月号）